# BMW F39
BMW F39 (eller BMW X2) är en crossover som den tyska biltillverkaren BMW introducerade på bilsalongen i Detroit i januari 2018.

## Motor
| Modell          | Årsmodell | Motor                    | Cylindervolym | Effekt | Bränslesystem                      |
| --------------- | --------- | ------------------------ | ------------- | ------ | ---------------------------------- |
| X2 s/xDrive 18d | 2018-23   | N47: 4-cyl radmotor DOHC | 1995 cm³      | 150 hk | Common rail turbodiesel            |
| X2 xDrive 20d   | 2018-23   | N47: 4-cyl radmotor DOHC | 1995 cm³      | 190 hk | Common rail turbodiesel            |
| X2 xDrive 25d   | 2018-23   | N47: 4-cyl radmotor DOHC | 1995 cm³      | 231 hk | Common rail turbodiesel            |
| X2 sDrive 18i   | 2018-23   | B38: 3-cyl radmotor DOHC | 1499 cm³      | 140 hk | Direktinsprutning, turbo           |
| X2 s/xDrive 20i | 2018-23   | B48: 4-cyl radmotor DOHC | 1998 cm³      | 192 hk | Direktinsprutning, turbo           |
| X2 xDrive 25e   | 2021-23   | B38: 3-cyl radmotor DOHC | 1499 cm³      | 220 hk | Direktinsprutning, turbo + elmotor |
| X2 M35i         | 2019-23   | B48: 4-cyl radmotor DOHC | 1998 cm³      | 306 hk | Direktinsprutning, turbo           |